# Olympische Sommerspiele 1968/Teilnehmer (Suriname)
| Gelbes Symbol für Goldmedaillen mit stilisierten Olympischen Ringen | Graues Symbol für Silbermedaillen mit stilisierten Olympischen Ringen | Braundes Symbol für Bronzemedaillen mit stilisierten Olympischen Ringen |
| ------------------------------------------------------------------- | --------------------------------------------------------------------- | ----------------------------------------------------------------------- |
| —                                                                   | —                                                                     | —                                                                       |

Suriname nahm bei den Olympischen Sommerspielen 1968 in Mexiko-Stadt zum zweiten Mal an Olympischen Spielen teil. Das Land entsandte einen Sportler. Dies war der erste effektive Wettkampfstart, da beim Olympiadebüt 1960 der einzige Leichtathlet seinen Start verpasst hatte und die Basketballmannschaft im Qualifikationsturnier unmittelbar vor den Spielen gescheitert war.

## Teilnehmer nach Sportarten

### Leichtathletik
- Eddy Monsels
100 Meter: mit 10,4 Sekunden im Viertelfinale ausgeschieden